# Seznam naučných stezek v okrese Bruntál
Seznam naučných stezek v okrese Bruntál zahrnuje naučné stezky, které jsou celé či alespoň svou částí na ploše okresu Bruntál v Moravskoslezském kraji.
| Název stezky                                                  | Místo | Založeno | Délka (km) | Počet zastavení | Fotka |
| ------------------------------------------------------------- | --- | -------- | ---------- | --------------- | ----- |
| Geotrasa sudetská                                             | Dolnoslezské vojvodství, Opolské vojvodství, Slezské vojvodství, Liberecký kraj, Královéhradecký kraj, Olomoucký kraj, Moravskoslezský kraj | 2010     | 602        |                 |       |
| Hornická naučná stezka Malá Morávka – Javorový vrch           | |          |            |                 |       |
| Naučná stezka Anenský vrch                                    | |          |            |                 |       |
| Naučná stezka Bílá Opava                                      | |          |            |                 |       |
| Naučná stezka Cesta kolem vody                                | |          |            |                 |       |
| Naučná stezka Cvilín                                          | |          |            |                 |       |
| Naučná stezka Historický chodník na Zámecký vrch              | |          |            |                 |       |
| Naučná stezka Historií a přírodou Karlovic                    | |          |            |                 |       |
| Naučná stezka Horky – Kabátův kopec                           | |          |            |                 |       |
| Naučná stezka Janovice – Rabštejn                             | |          |            |                 |       |
| Naučná stezka Na Skalce                                       | |          |            |                 |       |
| Naučná stezka Na Skalce II                                    | |          |            |                 |       |
| Naučná stezka Na Uhlířském vrchu u Bruntálu                   | |          |            |                 |       |
| Naučná stezka Nové Heřminovy                                  | |          |            |                 |       |
| Naučná stezka Panské louky                                    | |          |            |                 |       |
| Naučná stezka po genofondu ovocných dřevin Nízkého Jeseníku   | |          |            |                 |       |
| Naučná stezka Ryžoviště – Břidličná                           | |          |            |                 |       |
| Naučná stezka S pohádkou ke Krtečkově studánce                | |          |            |                 |       |
| Naučná stezka Se skřítkem okolím Pradědu                      | |          |            |                 |       |
| Naučná stezka Staré hliniště (Naučná stezka Starým hliništěm) | Pod Bezručovým vrchem v Krnově | 2003     | 0,7        | 10              |       |
| Naučná stezka Strálek                                         | |          |            |                 |       |
| Naučná stezka Svatý Roch                                      | |          |            |                 |       |
| Naučná stezka Světem horských luk                             | |          |            |                 |       |
| Naučná stezka Široká Niva                                     | |          |            |                 |       |
| Naučná stezka Tufitový lom                                    | |          |            |                 |       |
| Naučná stezka Údolím Bystřice                                 | Přírodní park Údolí Bystřice (okres Olomouc a okres Bruntál)                                                                                |          | 13         | 11              |       |
| Naučná stezka Údolím lapků z Drakova                          | Vrbno pod Pradědem, (okres Bruntál), Rejvíz (okres Jeseník)                                                                                 | asi 2016 | 12         | 10              |       |
| Naučná stezka Vápenná pec                                     | |          |            |                 |       |
| Naučná stezka Velká kotlina                                   | |          |            |                 |       |
| Naučná stezka Vyhlídka Praděd                                 | |          |            |                 |       |
| Naučná stezka Za slávou horního města Hankštejna              | |          |            |                 |       |
| Naučná stezka Zatopené osudy                                  | |          |            |                 |       |
| Naučná stezka Zdraví a příroda v Jeseníkách                   | |          |            |                 |       |
| Naučné stezky po vulkanitech v Nízkém Jeseníku – část 1       | |          |            |                 |       |
| Naučné stezky po vulkanitech v Nízkém Jeseníku – část 2       | |          |            |                 |       |
| Naučné stezky po vulkanitech v Nízkém Jeseníku – část 3       | |          |            |                 |       |
| Naučné stezky po vulkanitech v Nízkém Jeseníku – část 4       | |          |            |                 |       |
| Pěší stezka Muzeum Wide Web                                   | |          |            |                 |       |
| Vycházková stezka Dubí                                        | |          |            |                 |       |